# Hiszpania na Zimowych Igrzyskach Olimpijskich 1976
Hiszpanię na Zimowych Igrzyskach Olimpijskich 1976 reprezentowało czterech zawodników (sami mężczyźni). Był to dziewiąty start reprezentacji Hiszpanii na zimowych igrzyskach olimpijskich. Wszyscy zawodnicy startowali tylko w narciarstwie alpejskim.

## Skład kadry

### Narciarstwo alpejskie
Mężczyźni
| Zawodnik                    | Konkurencja | Konkurencja | Konkurencja       | Konkurencja       | Konkurencja   | Konkurencja   | Konkurencja               | Konkurencja               | Konkurencja               | Konkurencja               |
| Zawodnik                    | Zjazd       | Zjazd       | Slalom gigant     | Slalom gigant     | Slalom gigant | Slalom gigant | Slalom specjalny          | Slalom specjalny          | Slalom specjalny          | Slalom specjalny          |
| Zawodnik                    | Czas        | Pozycja     | Czas 1. przejazdu | Czas 2. przejazdu | Czas łączny   | Pozycje       | Czas 1. przejazdu         | Czas 2. przejazdu         | Czas łączny               | Pozycja                   |
| --------------------------- | ----------- | ----------- | ----------------- | ----------------- | ------------- | ------------- | ------------------------- | ------------------------- | ------------------------- | ------------------------- |
| Francisco Fernández Ochoa   | 1:51,91     | 35.         | 1:48,65           | 1:49,47           | 3:38,12       | 24.           | 1:02,35                   | 1:06,00                   | 2:08,35                   | 9.                        |
| Juan Manuel Fernández Ochoa | 1:52,40     | 36.         | 1:48,06           | 1:46,71           | 3:34,77       | 16.           | Nie ukończył 1. przejazdu | Nie ukończył 1. przejazdu | Nie ukończył 1. przejazdu | Nie ukończył 1. przejazdu |
| Jorge García                | 1:53,55     | 42.         |                   |                   |               |               | Nie ukończył 1. przejazdu | Nie ukończył 1. przejazdu | Nie ukończył 1. przejazdu | Nie ukończył 1. przejazdu |
| Jaime Ros                   | 1:53,50     | 41.         | 1:55,25           | 1:6,54            | 3:51,79       | 36.           | Nie ukończył 1. przejazdu | Nie ukończył 1. przejazdu | Nie ukończył 1. przejazdu | Nie ukończył 1. przejazdu |